# اللغة الفريزية الشمالية
اللغة الفريزية الشمالية هي لغة أقلية فريزية من اللغات الجرمانية الغربية متحدثة في شمال ألمانيا، ويستعملها نحو 10,000 نسمة في منطقة فريزيا الشمالية.

## التصنيف
أوثق اللغات صلةً بالفريزية الشمالية هي اللغتان الفريزيَّتان الأخريان، وهما: فريزية سيترلاند المتحدثة في شمال غرب سكسونيا السفلى بألمانيا، واللغة الفريزية الغربية المتحدثة في شمال هولندا. وتمثل هذه اللغات الثلاث معاً مجموعة اللغات الفريزية.
كما ترتبط اللغة الإنكليزية بصلةٍ وثيقةٍ هي الأخرى مع الفريزية الشمالية، حيث تنتمي كلاهما إلى مجموعة اللغات الأنغلو-فريزية، التي تجتمع بدورها مع لغات الألمانية الدنيا في مجموعة لغات بحر الشمال الجرمانية. إلا أن الألمانية الدنيا تطوَّرت بشكل مستقل عن شقيقاتها منذ عهد اللغة السكسونية القديمة، لذلك فقد خسرت الكثير من سمات لغات بحر الشمال.